# Казнь Карла I
Казнь короля Англии Карла I состоялась 30 января 1649 года в Лондоне. Король, потерпевший поражение в гражданской войне, был приговорён как «тиран, изменник и враг отечества» к отсечению головы. В своей предсмертной речи он продолжал защищать абсолютизм. Спустя 11 лет, когда в Англии была реставрирована монархия, судей, вынесших Карлу I смертный приговор, казнили как цареубийц.

## Предыстория
Карл I Стюарт стал королём Англии и Шотландии в 1625 году. Он стремился утвердить свою власть, вводил новые налоги и поддерживал англиканство, преследуя пуритан. Когда английский парламент высказал своё недовольство, Карл распустил его и 11 лет правил самостоятельно (1629—1640). Столкнувшись с восстаниями в Шотландии и Ирландии, король был вынужден снова созвать парламент, но тот немедленно начал вести самостоятельную политику и ограничивать власть монарха. В 1642 году началась гражданская война. Сначала в ней одерживали верх кавалеры (сторонники короля), но парламентская партия смогла создать сильную армию, во главе которой встал Оливер Кромвель.
В 1645 году Карл был разгромлен в битве при Нейзби, причём победители захватили личный королевский архив, где были доказательства союза короля с католиками, его переговоров о союзе с иностранными державами. Карл оказался в фактическом плену у шотландцев, а в 1647 году был выдан ими английскому парламенту. В конце того же года он бежал из заключения на остров Уайт, но вскоре был вынужден снова сдаться. Все полки парламентской армии направили петиции с требованием судить короля. 

## Суд

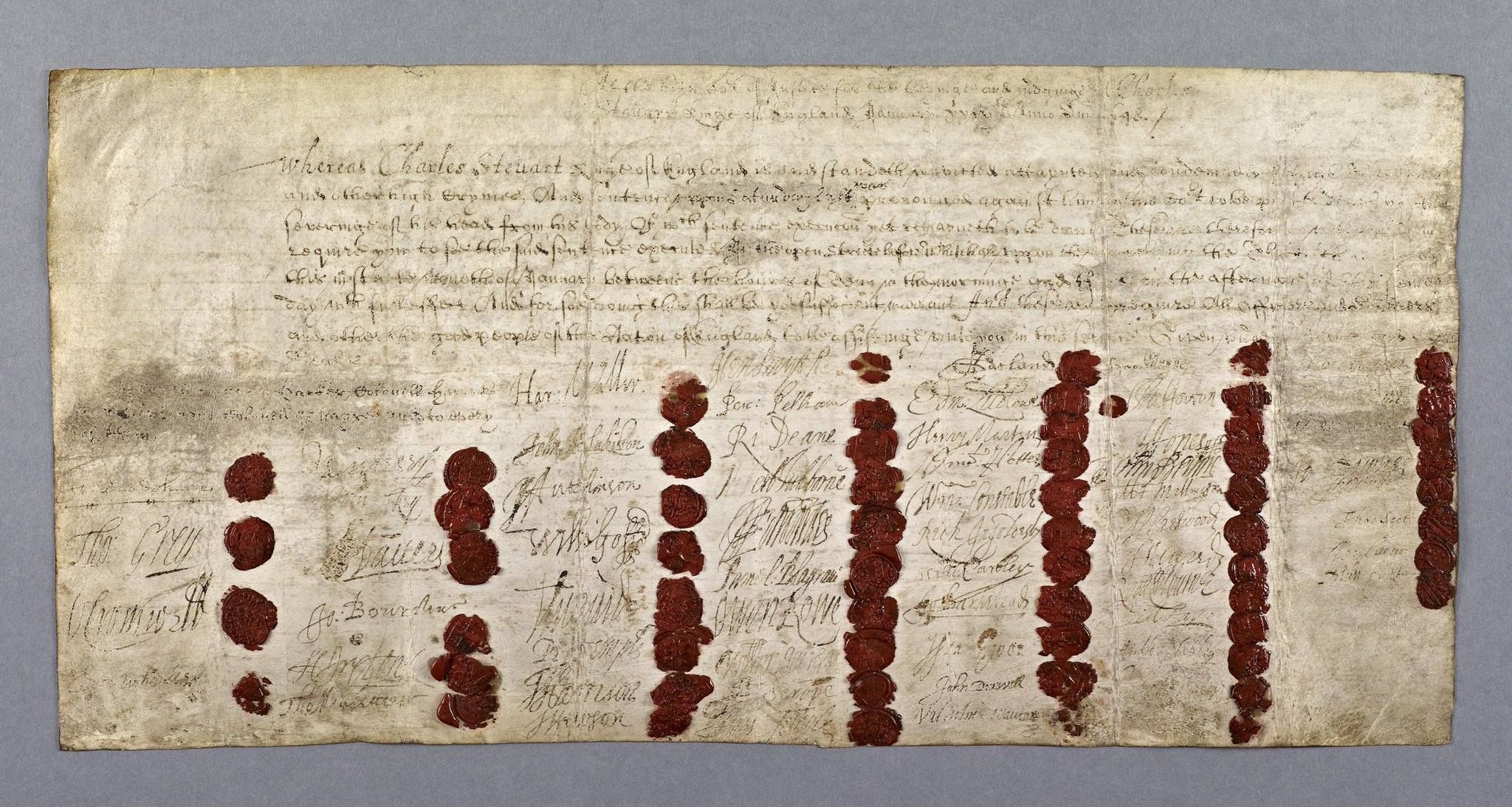
Приказ о казни Карла с подписями и печатями судей

Парламент, к тому времени превратившийся в «Охвостье», выбрал для суда 150 комиссаров во главе с юристом Джоном Брэдшо (позже их число уменьшилось до 135). Но фактически на заседаниях присутствовало не более половины судей. Защитников у Карла не было — он защищал себя сам. Королю было предъявлено два основных обвинения: в учреждении и присвоении себе неограниченной власти и развязывании войны против своего народа и парламента. Карл не признал юрисдикцию суда, заявив: «Нет таких законов, на основании которых король может быть привлечён к суду своими подданными… Король выше закона, ибо он — его источник». 27 января 1649 года Карл был признан виновным как тиран, изменник и враг отечества, и приговорён к смерти через отсечение головы.
29 января 1649 года 59 членов суда подписали приказ о казни Карла I: «Так как Карл Стюарт, король Англии, обвинён, уличён и осуждён в государственной измене и в других тяжких преступлениях и против него в прошлую субботу вынесен настоящим судом приговор… то поэтому настоящим предписываем Вам [палачу] привести указанный приговор в исполнение на открытой улице перед Уайтхоллом [дворцом] завтра, 30 января, между 10 часами утра и 5 часами полдня того же дня».

## Казнь
30 января 1649 года короля публично обезглавили на Уайтхолле, напротив Банкетного зала. Палач и его помощник были загримированы так, чтобы никто не смог их узнать. Казнь заняла примерно пятнадцать минут. Карл на эшафоте обратился с речью к толпе. Он начал с того, что наказан несправедливым приговором за то, что сам участвовал в вынесении несправедливого приговора графу Страффорду, и затем сказал, что умирает с Богом и верой, за свободу народа. Палач после казни не стал произносить традиционные слова: «Вот голова изменника!». После казни толпа пребывала в шоке, не выражая одобрения тому, что происходило. В знак уважения голову короля пришили обратно к телу, чтобы родственники могли достойно проститься и похоронить его. Тело Карла отвезли в Виндзор и похоронили 8 февраля в  часовне Святого Георгия на территории Виндзорского замка.

## В культуре
Казнь Карла I описана Александром Дюма-отцом в романе «Двадцать лет спустя» (1844). В этой книге Атос стоит под эшафотом, и король в свои последние минуты рассказывает ему о спрятанной казне, которую следует в будущем использовать на благо наследника английского престола. Эта сцена есть и в пьесе Дюма и Огюста Маке «Мушкетёры», созданной на основе романа.